# Archipel charentais
L'archipel charentais ou îles charentaises est un archipel situé entre moins de cent mètres pour la plus proche des cinq îles et six kilomètres pour la plus éloignée du littoral du département de la Charente-Maritime.
Si cette appellation d'« archipel charentais » est assez peu employée, il n’en reste pas moins que les cinq îles charentaises (d'Oléron, de Ré, d'Aix, Madame et de Nôle, les trois dernières étant très petites) et les quelques rochers et îlots qui s’intercalent dans la mer des Pertuis (Pertuis d'Antioche, Breton et de Maumusson) répondent bien à la définition géographique d’un archipel.

## Géographie

### Présentation générale
Sur les 463 km de littoral de la Charente-Maritime, la moitié provient de l'archipel charentais, soit 230 km de rivage d'origine insulaire. Les cinq îles sont, du nord au sud (en longeant le littoral), les suivantes : Ré, Aix, Madame, Oléron et Nôle. L’archipel charentais cumule une surface totale de 261,68 km2.
Parmi les cinq îles charentaises, les deux plus grandes, Oléron et Ré, sont de superficie notable et sont reliées chacune au continent par un pont-viaduc. La plus étendue, Oléron, s’étend sur 174,39 km2 tandis que Ré a une superficie de 85,32 km2. Quant à Aix (1,19 km2) et Madame (0,78 km2), leurs dimensions sont dérisoires.
Les deux plus grandes sont en outre séparées entre elles par des détroits qui sont nommés localement « pertuis » isolant de véritables petites mers intérieures. Au nord, le pertuis Breton sépare l'île de Ré des côtes de la Vendée, et le Bassin aquitain du Massif armoricain. Au centre, le pertuis d'Antioche qui renferme la plus grande mer intérieure du littoral charentais, sépare l'île de Ré de l'île d'Oléron. Enfin, au sud, le pertuis de Maumusson, qui est le plus petit des trois détroits, sépare l'île d'Oléron de l'estuaire de la Seudre et de la presqu'île d'Arvert.
Les trois plus petites îles charentaises ont la particularité géographique de garder la vaste embouchure de la Charente. L'une, l'île d'Aix, n'est accessible que par bateau avec une liaison maritime régulière toute l'année depuis la pointe de la Fumée à Fouras ou par des liaisons saisonnières qui ont lieu chaque été depuis La Rochelle ; une autre, l'île Madame, est accessible à pied à marée basse par une route submersible nommée la passe aux Bœufs et qui correspond à un tombolo formé de sables, de graviers et de galets. La dernière, l'île de Nôle, la plus petite des îles charentaises, est située dans la commune de Bourcefranc-le-Chapus à quelques mètres du pont de l'île d'Oléron. L'île servait autrefois à des ostréiculteurs. Cette île est quasiment délaissée aujourd'hui.

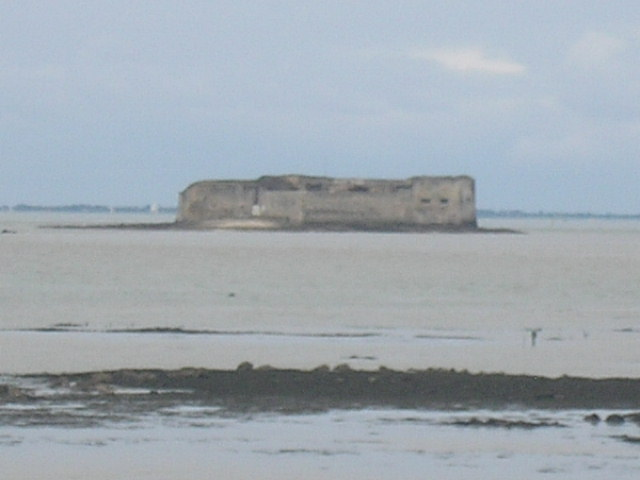
Le fort Énet vu de la pointe de la Fumée à Fouras fait partie de l'archipel charentais.

À ce groupe des cinq îles charentaises s'ajoutent quelques rochers, parfois de petits îlots, les uns sont de formation naturelle comme le rocher d'Antioche, au large de l'île d'Oléron, face au phare de Chassiron, les autres de formation artificielle dont le plus connu est le fort Boyard, situé entre l'île d'Oléron et l'île d'Aix ou aménagés artificiellement comme le fort Énet entre l'île d'Aix et la pointe de la Fumée et le fort Louvois entre l'île d'Oléron et Bourcefranc-le-Chapus.
Les rochers situés au large des îles servent d'amer aux nombreux navires qui abordent le pertuis d'Antioche ou le quittent, notamment à marée basse, ce qui correspond bien au rocher d'Antioche, précédemment cité, mais ils sont le plus souvent coiffés d'un phare comme celui de Chauveau au sud de l'île de Ré, non loin de la rade de La Pallice, ou celui des Baleineaux, au nord-ouest de l'île de Ré, à quelque encablure du phare des Baleines.

#### Île de Ré

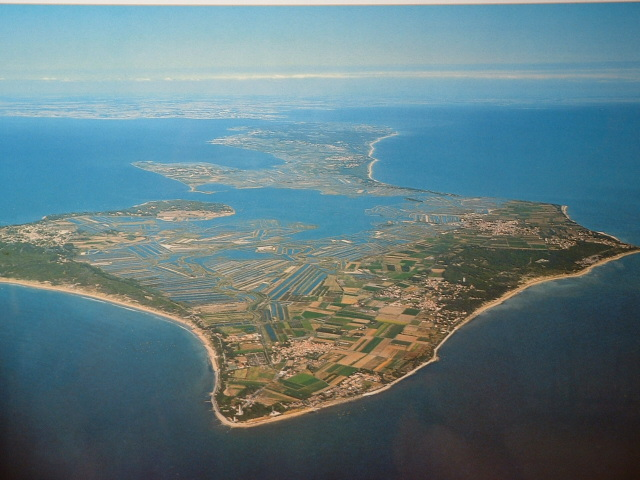
Vue aérienne de l'île de Ré.

Entre le pertuis Breton, au nord, et le pertuis d'Antioche, au sud, s'étend l'île de Ré qui, avec 85,32 km2, est la troisième île du littoral atlantique français, se plaçant après l'île d'Oléron et Belle-Île. Elle prolonge à l'ouest le promontoire calcaire du Jurassique de la plaine de l'Aunis, présentant les mêmes caractéristiques de sols et d'assises géologiques. Cette île est la plus densément peuplée des îles de la France métropolitaine, sa densité de population est deux fois supérieure à celle de la France. Elle est reliée au continent par le deuxième plus long viaduc de France depuis 1988.
Le pertuis d'Antioche sépare l'île de Ré de l'île d'Oléron et forme une véritable petite mer intérieure, quelquefois comparée à une « petite Méditerranée ».

#### Île d'Aix

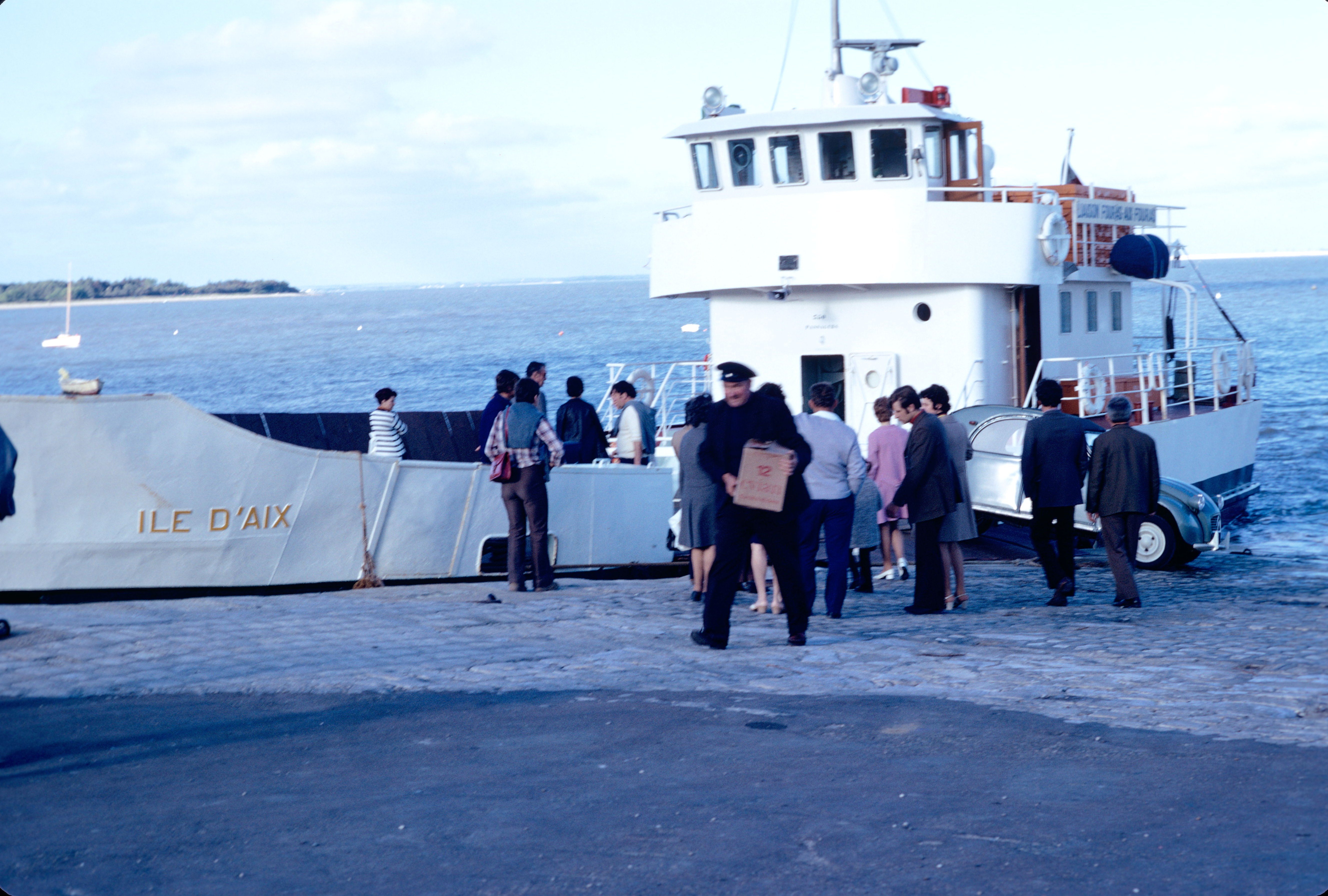
L'ancien bac Île d'Aix au quai de l'Acadie à l'île d'Aix.

Au cœur du pertuis d'Antioche, deux très petites îles "gardent" l'entrée de la vaste embouchure de la Charente.
Au nord, sur la rive droite du fleuve, l'île d'Aix est un peu plus grande que sa voisine méridionale que représente l’île Madame, ayant une étendue de 1,19 km2. Elle a une forme de croissant, sa plus longue distance est de près de trois kilomètres.
Cette île, qui a longtemps joué un rôle stratégique pour la défense de l'arsenal de Rochefort, est située à l'ouest de la pointe de la Fumée, qui constitue l'extrémité septentrionale de la presqu'île de Fouras. Comme sa grande voisine de l'île d'Oléron, elle présente les mêmes assises géologiques que celles de la Saintonge continentale c’est-à-dire relevant du tertiaire supérieur où affleurent en surface les grès calcaires.
L’île d’Aix a la particularité géographique d’être l’unique île de l’archipel charentais à être accessible uniquement par voie maritime étant de plus la plus éloignée du rivage charentais à environ six kilomètres de la pointe de la Fumée, au nord de Fouras. Elle possède également une position géographique très centrale au cœur de l’archipel charentais.

#### Île Madame

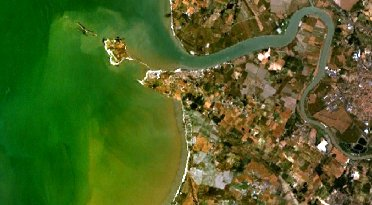
L'île Madame qui garde l'entrée sud de l'embouchure de la Charente est la deuxième plus petite des îles charentaises.

Au sud, sur la rive gauche du fleuve Charente, se situe l'Île Madame qui, avec une superficie de 0,78 km2, est la seconde plus petite des îles charentaises.
De forme rectangulaire, sa plus grande longueur est d'à peine 800 mètres. En réalité, cette île présente dans son soubassement géologique une forme en fer à cheval, constitué des calcaires argileux du Crétacé supérieur qui « culmine » jusqu'à 19 mètres, au centre duquel se sont agglomérés des sédiments du Quaternaires.
Cette île est accessible par une voie submersible que recouvre entièrement la marée haute qui lui rend alors son caractère insulaire.

#### Île d’Oléron

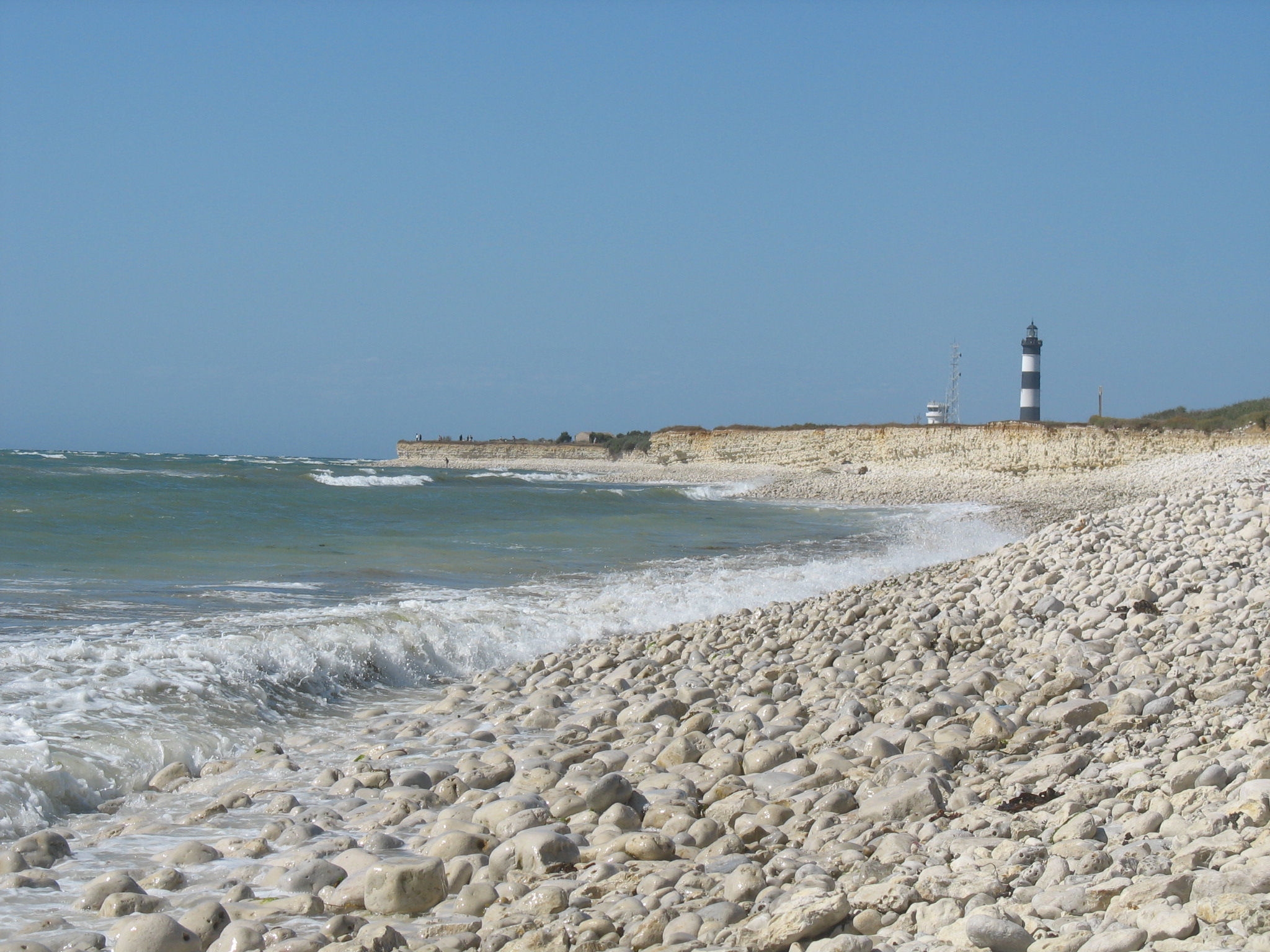
Le phare de Chassiron à l'extrémité septentrionale de l'île d'Oléron.

L'île d'Oléron est la deuxième île la plus vaste de France métropolitaine après la Corse, sa superficie étant de 174,39 km2. Parmi les îles françaises du littoral atlantique, l'île d'Oléron est la plus peuplée, mais elle en est également la plus méridionale.
Cette île est séparée du continent au sud par le pertus de Maumusson mais elle est de même nature géologique et géophysique que le plateau gréseux du Crétacé de la Saintonge hormis sa partie centrale et septentrionale dont les terrains calcaires relèvent du Jurassique supérieur, comme sa voisine l'île de Ré. Enfin, elle est également reliée au continent par un viaduc depuis 1966; faisant d'elle la toute première île de France à être reliée au continent.

#### Île de Nôle
L'île de Nôle, située sur la commune de Bourcefranc-le-Chapus, est longue de 390 mètres, et mesure 160 mètres sur sa plus grande largeur et 90 mètres à sa partie la plus étroite. Cette île est plus petite que l'île Madame. Autrefois utilisée par les ostréiculteurs, l'île de Nôle est quasiment délaissée aujourd'hui.

### Géologie

#### Une appartenance géologique commune mais aux sols différenciés
D’appartenance aux grandes ères du Secondaire du Bassin aquitain, puis du Tertiaire, l’archipel charentais présente une intéressante similitude des socles géologiques et, en même temps, une variété de terrains qui ont déterminé également leur géomorphologie qui est issue de « la grande extension du plateau continental, en avant des rivages, qui supporte les principales îles (…). Ces îles émergent les plus souvent à la faveur d’anticlinaux de direction armoricaine (NW-SE) ».
Dans les temps géologiques les plus proches de la période actuelle, c’est-à-dire à l’Éocène, l’océan « envahit les basses terres, et le contour côtier devint celui d’un archipel au rivage continental très découpé, formé d’une succession de pointes, de golfes et de presqu’îles ».
Les deux îles principales constituent ainsi les prolongements naturels et géologiques des tables calcaires de l’Aunis pour l’île de Ré et de la Saintonge pour l’île d’Oléron. L’île de Ré expose des calcaires argileux du Jurassique supérieur, de même que le nord de l’île d’Oléron tandis que la partie méridionale de cette dernière est recouverte de grès calcaires du Crétacé tout comme les deux petites îles d’Aix et Madame.
Le Quaternaire a aussi contribué à modeler le littoral insulaire. Ainsi, au sud de l’île d’Oléron, des dunes importantes, issues des courants océaniques et de l'accumulation éolienne, ont été stabilisées par la plantation d’une grande forêt de pins maritimes dès le XIXe siècle, la Forêt de Saint-Trojan, tandis que sur un autre cordon dunaire, au nord-est de l’île, a été fixée la forêt des Saumonards. Dans l’île de Ré, le cordon dunaire qui relie la presqu’île d’Ars à celle de Loix comporte le bois de Trousse-Chemise et pratiquement l’unique forêt rhétaise. Au nord de l'île d'Aix, un bois de chênes verts, couvre presque le quart de toute l'île, il enserre le site historique de fort Liédot.

### Climat

#### Un rôle de «régulateur thermique» sur le climat du littoral charentais
La présence des îles charentaises joue un rôle indéniable en tant que « régulateur thermique » sur le climat du littoral charentais où  « l’archipel charentais – Ré, Aix, Madame, Oléron – prolongement de la structure géologique de la Charente-Maritime, tempère l’action du vent et de la houle sur le littoral continental et détermine la mer des Pertuis (Papy), véritable mer intérieure de 60 000 hectares, de faible profondeur et traversée de courants modérés ».
L’archipel charentais et le littoral de la Charente-Maritime se caractérisent par un climat océanique de type aquitain, particulièrement doux en hiver et rafraîchissant en été, grâce aux influences océaniques perpétuellement en mouvement. Les îles de Ré et d’Oléron qui « enserrent » le pertuis d’Antioche, renferment une véritable mer intérieure, « une petite Méditerranée », qui se réchauffe facilement, grâce aux effluves du Gulf Stream, et permettent de fait de favoriser de très bonnes conditions climatiques, où les amplitudes thermiques demeurent relativement faibles.

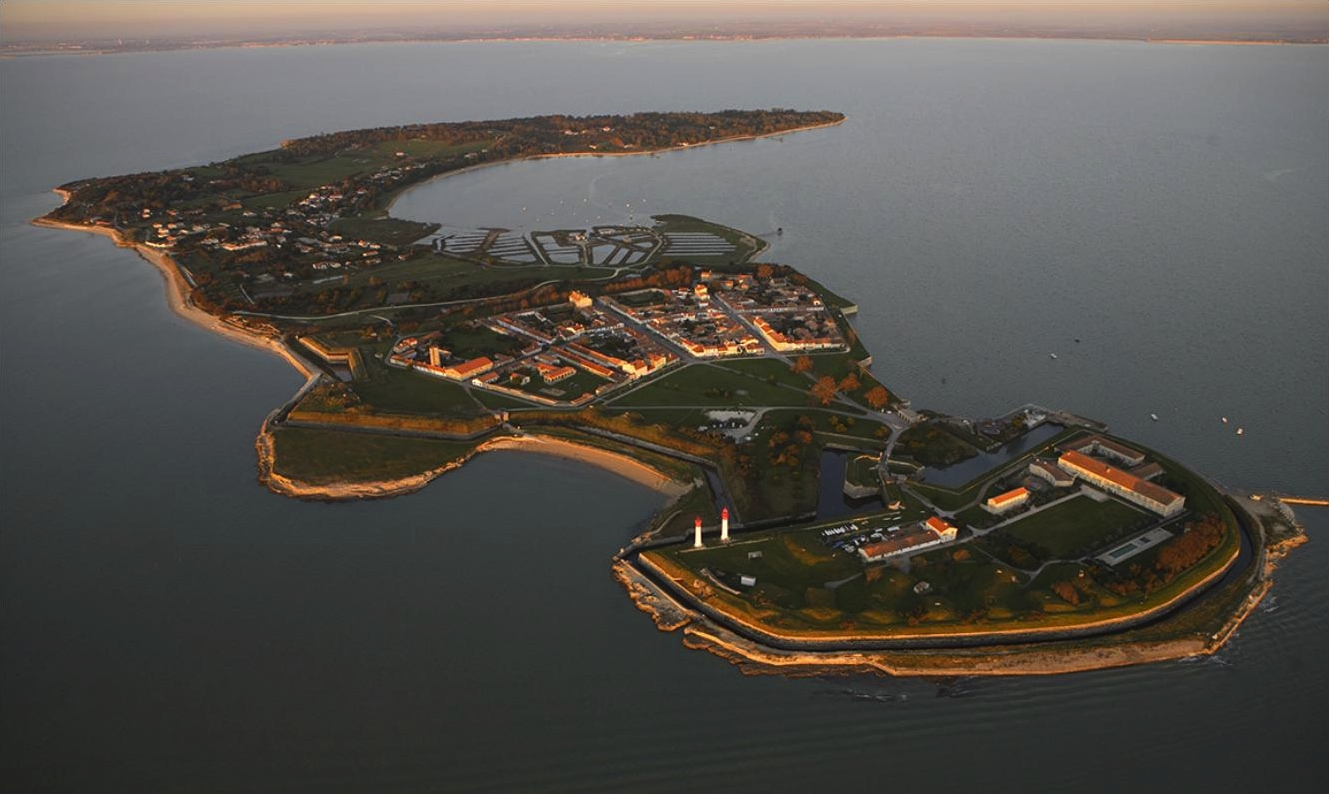
L'île d'Aix est l'une des plus petites îles de la Charente-Maritime qui garde l'entrée nord de l'estuaire de la Charente.
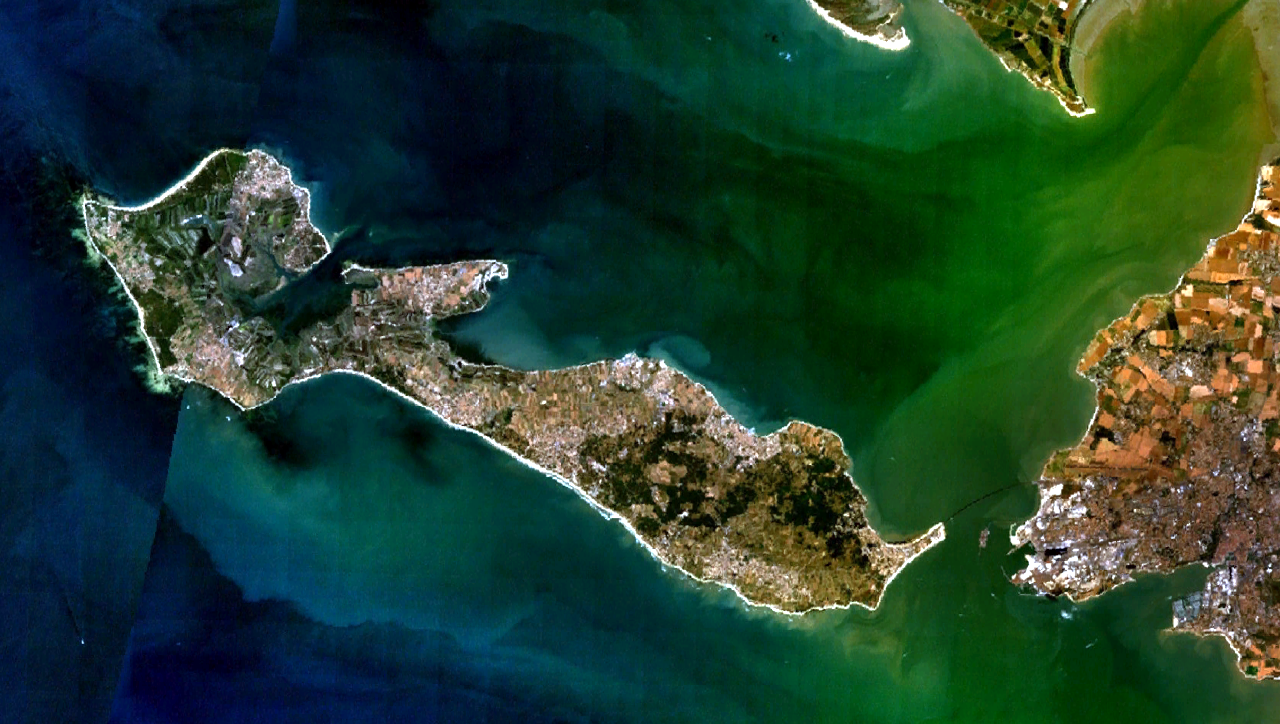
L'île de Ré, face à La Rochelle, ferme au nord le pertuis d'Antioche, la Méditerranée de la Charente-Maritime.

## Économie
L'archipel charentais forme un ensemble géographique homogène mais présente de multiples facettes quant à la vie insulaire. Cette diversité exprime des richesses locales qui tendent à les singulariser les unes des autres bien que leur économie affiche de très nombreux points communs.

### Des productions insulaires variées et semblables
Les deux îles principales que sont Oléron et Ré forment des individualités géographiques nettement marquées, du fait de leur insularité certes, bien qu’elles soient toutes les deux reliées par un pont-viaduc.
Bien que cet ensemble insulaire présente les mêmes assises calcaires que celles qui se retrouvent sur le continent, leurs sols diffèrent seulement par l’étage géologique auquel elles appartiennent ; Jurassique supérieur pour l’île de Ré et le nord de l'île d'Oléron, Crétacé supérieur pour les trois autres îles. C’est ce qui a conduit les services officiels de l’Agriculture à les classer dans des régions agricoles différentes. Ainsi, l'île de Ré est-elle rattachée à la région agricole de l'Aunis, l'île d'Oléron à la Saintonge Viticole et les deux petites îles (Aix et Madame) à la région agricole des Marais de Rochefort et de Marennes.

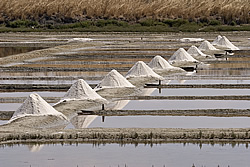
Les marais salants et le sel (l'or blanc), constitue une des ressources principales de l'île de Ré

Ces îles tirent leurs richesses de leurs milieux naturels très comparables et, sous la  forte impulsion du tourisme qui en est devenu l’économie dominante, elles ont développé chacune des productions originales et, quelquefois, fort semblables. Ainsi, l’île de Ré s’est spécialisée dans  la culture des primeurs (pommes de terre et asperges) et dans la viticulture (eaux de vie de cognac, pineau des Charentes et vins de pays), cette dernière activité étant très importante dans le nord de l’île d’Oléron qui présente les mêmes terrains géologiques du Jurassique supérieur. Si l’île de Ré a su maintenir avec succès la saliculture dont la production du sel marin a atteint une réelle notoriété, Oléron s’est davantage spécialisée dans l’ostréiculture et la pêche hauturière. Le port de La Cotinière est devenu le premier port de pêche de la Charente-Maritime et, par delà, d'une partie du golfe de Gascogne jusqu'au sud de la Vendée. cependant, l'île de Ré a également développé une importante conchyliculture conciliant à la fois la production d'huîtres et de moules, activité également présente dans les plus petites îles que sont Aix et Madame.

### Des relations ténues entre les îles qu'effacent les liaisons touristiques
L'archipel charentais forme une individualité géographique bien définie, ce qui ne signifie pas pour autant un isolement total, encore moins avec le continent où chaque île entretient des liens très serrés en raison de leur liaison par des ponts pour les deux plus grandes ou par voie maritime pour l'Île d'Aix.
Ré a pour capitale « historique » Saint-Martin-de-Ré et Oléron a pour capitale géographique Saint-Pierre-d'Oléron, mais les deux îles n’échappent pas à l’influence urbaine de La Rochelle pour la première et de Rochefort, voire de Marennes, pour la seconde. Reliées toutes les deux par des ponts, ces cordons artificiels ont quelque peu brisé leur insularité par l'apport de la vie moderne et de ses commodités comme de ses inconvénients. Ces îles cherchent malgré tout à préserver leur identité insulaire, en essayant de limiter un tourisme de masse qui, mal contrôlé, pourrait les défigurer irrémédiablement.
Bien que les liens des îles de l'archipel charentais sont étroitement associés avec le continent, en particulier avec les villes, elles entretiennent des relations entre elles qui sont certes ténues mais non inexistantes. En effet, lors de chaque saison estivale, les liaisons maritimes sont démultipliées entre les îles de l'archipel charentais et non pas seulement avec le continent.
Ainsi, l'île d'Aix devient-elle le point de ralliement inter-insulaire par les bateaux de croisière touristique qui assurent des relations avec l'île d'Oléron, au départ de Boyardville ou de Saint-Denis-d'Oléron et avec l'île de Ré au départ de Saint-Martin-de-Ré. Un intense trafic maritime se met ainsi en place chaque été où la mer des Pertuis est alors sillonnée de nombreux bateaux de croisière touristique qui croisent avec les voiliers et bateaux de plaisance et les cargos qui entrent ou sortent dans l'estuaire de la Charente ou accostent au grand port maritime de La Pallice.

## Administration
L'archipel charentais qui est une entité géographique bien individualisée sur la côte Atlantique de la France présente une certaine unité administrative appartenant tout entier au département de la Charente-Maritime.
Vingt communes constituent l'archipel charentais dont une est inhabitée.
L'île de Ré qui relève de l'arrondissement de La Rochelle est divisée en deux cantons (canton d'Ars-en-Ré et canton de Saint-Martin-de-Ré) lesquels ont chacun cinq communes.
Les trois autres îles appartiennent à l'arrondissement de Rochefort.
L'île d'Oléron comprend également deux cantons (Canton du Château-d'Oléron et canton de Saint-Pierre-d'Oléron) ; ils ont chacun quatre communes.

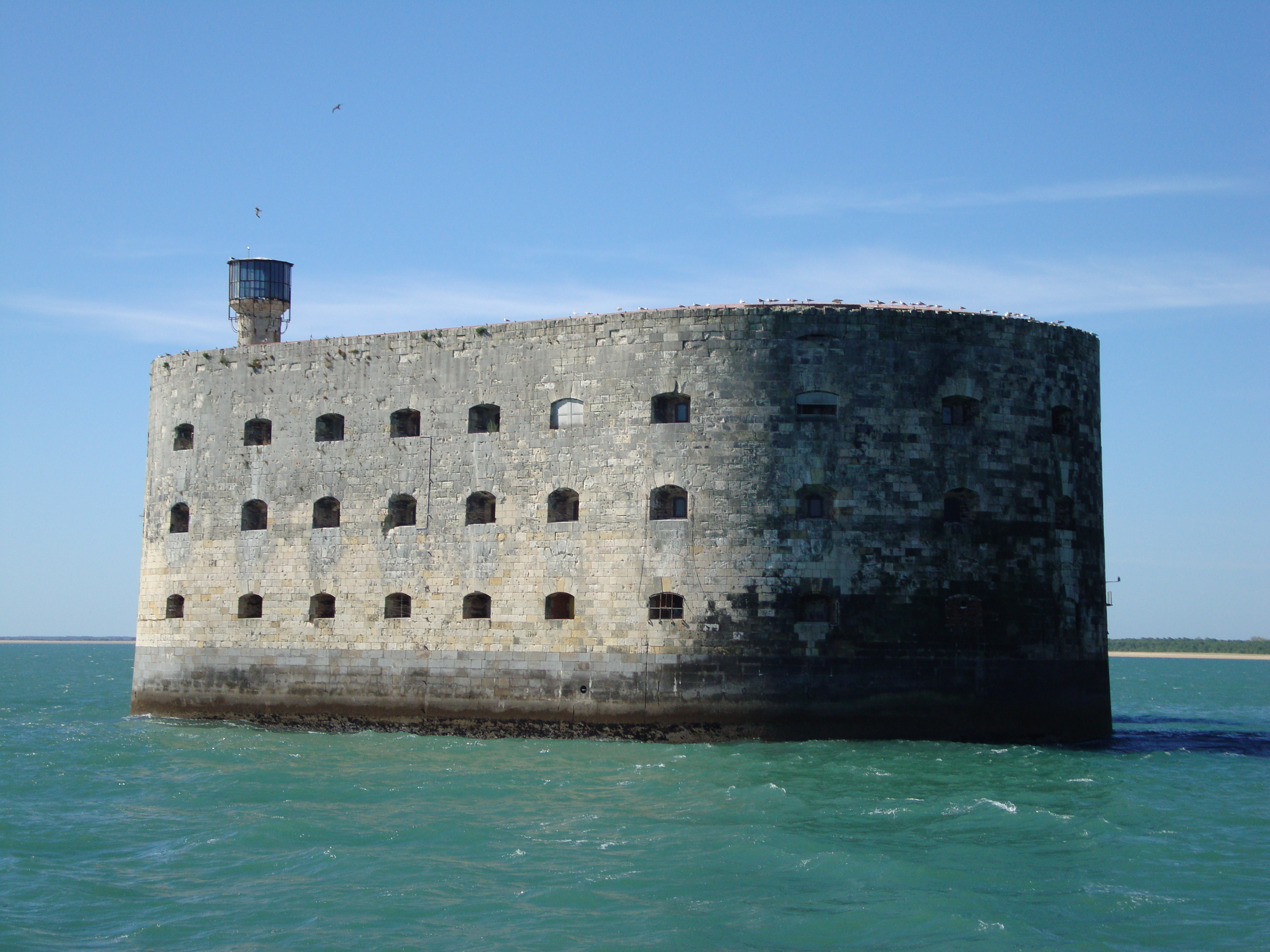
Le fort Boyard fait partie du cadastre de la commune de l'Île-d'Aix.

Île-d'Aix forme une commune à part entière et appartient au canton de Rochefort-Nord. Le fort Boyard, rendu célèbre par le jeu télévisé Fort Boyard, qui est édifié sur un rocher artificiel, fait partie du cadastre de la commune.
Enfin, l'île Madame ne constitue pas une commune mais une dépendance de la commune de Port-des-Barques, cette dernière ayant été créée par dissociation de la commune de Saint-Nazaire-sur-Charente en 1947.
L'île Madame est la seule île de l'archipel charentais à être inhabitée. Bien qu'elle dispose d'une ferme avec habitation principale qui exploite les ressources naturelles de l'île (élevage de moutons et de chevaux, ostréiculture et saliculture), ses habitants ne l'occupent que temporairement à la belle saison ayant leur résidence principale sur le continent. Elle fut habitée dans les siècles passés lorsqu'elle logeait dans son fortin des soldats chargés de veiller sur l'embouchure du fleuve.